# Kaptol
Kaptol – wieś w Słowenii, w gminie Kostel. W 2018 roku liczyła 14 mieszkańców.